# Melchior Vischer
Melchior Vischer, né le 7 janvier 1895 à Teplice (en Bohême) et mort le 21 avril 1975 à Berlin est un écrivain allemand, lié aux mouvements Dada et Merz. Il fait partie des rares artistes à accompagner Kurt Schwitters dans l'aventure du groupe dadaïste à Hanovre.